# Distrito de Samugari
El distrito peruano de Samugari es uno de los 14 distritos pertenecientes a la provincia de La Mar, en el departamento de Ayacucho, bajo la administración del Gobierno regional de Ayacucho.

## Historia
El distrito fue creado mediante Ley 29558 el 16 de julio de 2010, en el gobierno de Alan García.
Su capital la villa de Palmapampa, está a 810 m s. n. m. y cuenta con 665 viviendas según el censo de 2007. La palabra Palmapampa proviene de dos voces; palma y "pampa", en quechua, llanura. Así Palmapampa quiere decir llanura de palmas.

## Autoridades

### Municipales
- 2019-2022[3]
  - Alcalde: Abrahan Vila Gutiérrez, Partido Qatun Tarpuy.

- 2023-2026[3]
  - Alcalde: Yuri Cahuana Quispe

```
  + Regidor: Robert Ayala Pérez
  + Regidor: Karina Curo Molina
  + Regidor: José Canahualpa Quispe
  + Regidor: Ana Melisa López Mendoza
  + Regidor: Maritza Chilengano Lapa
```